# Sídlisko KVP
Sídlisko KVP je městská část Košic, součást Okres okresu Košice II. Pojmenováno bylo podle košického vládního programu (zkratka KVP).

## Polohopis

### Ulice
Bauerova, Cottbuská, Čordákova, Dénešova, Drábova, Drocárov park, Hemerkova, Húskova, Jána Pavla II., Janigova, Jasuschova, Klimkovičova, Moskevská trieda, Starozagorská, Stierova, Titogradská, Trieda Košického vládneho programu, Wuppertálska, Wurmova, Zombova

## Symboly městské části
Zastupitelstvo v Košicích usnesením č. 623/2008 na svém XX. jednání dne 30. a 31. října 2008 v souladu se zákonem o obcích schválilo Obecně závaznou vyhlášku města Košice č. 107 o znaku a vlajce městské části Košice - Sídlisko KVP.

### Znak
V modrém štítě zlatý hrabový trojlist.

### Vlajka
Vlajka má podobu v jedné čtvrti od žerdi štípaného listu, jehož žerďová část je žluto - modře dělená, Vlající část sestává ze dvou vodorovných pruhů, modrého a žlutého. Vlajka má poměr stran 2:3 a ukončena je třemi cípy, tj. dvěma zástřihy, sahajícími do třetiny jejího listu.

## Dějiny
Výstavba začala v roce 1980 terénními úpravami. Poslední paneláky byly postaveny v roce 1989.

## Kultura a zajímavosti

### Knihovny
- Pobočka Veřejné knihovny Jana Bocatia (Hemerkova)

### Školy
- ZŠ Janigova
- ZŠ sv. košických mučedníků, ulice Čordákova
- ZŠ Drábova
- ZŠ Starozagorská
- ZŠ Mateja Lechkého, ulice Jána Pavla II
- Gymnázium sv. košických mučedníků, ulice Čordákova

### Stavby
- Klášter bosých karmelitek (ul. Jána Pavla II., Dokončeno 1995)
- Poliklinika (ul. Jána Pavla II., 2007 - 2009)
- Poliklinika KVP (Cottbuská 13)
- Kostel (Trieda KVP)

### Parky
- Drocárov park

### Sport
- Tenisové dvorce
  - ulice Jána Pavla I
  - Wuppertálska ulice
  - Drocárov park

### Pravidelné akce
- Adonai Fest - hudební festival

## Hospodářství a infrastruktura

### Doprava
- Trolejbusová (linka č. 71, 72 a N71)
- Autobusová (linka č. 19, 34, 36, 54, 55, RA3 a RA4)